# Episodi di Listen Up!
Di seguito una lista della prima e unica stagione della serie televisiva Listen Up!.
| nº | Titolo originale            | Titolo italiano              | Prima TV USA      | Prima TV Italia |
| -- | --------------------------- | ---------------------------- | ----------------- | --------------- |
| 1  | Pilot                       | Pilota                       | 20 settembre 2004 | 2 maggio 2010   |
| 2  | Hammer Time                 | Padre padrone                | 27 settembre 2004 | 2 maggio 2010   |
| 3  | Grandmaster of the Wolfhunt | L'assemblea scolastica       | 4 ottobre 2004    | 9 maggio 2010   |
| 4  | Cool Jerk                   | La macchina nuova            | 11 ottobre 2004   | 9 maggio 2010   |
| 5  | Quest For Fire              | Il fuoco della passione      | 18 ottobre 2004   | 16 maggio 2010  |
| 6  | Mickey Swallows a Bee       | Il futuro di Mickey          | 25 ottobre 2004   | 23 maggio 2010  |
| 7  | The Gift of the Ton-i       | Un regalo per papà           | 8 novembre 2004   | 29 maggio 2010  |
| 8  | Sweet Charity               | Beneficenza                  | 15 novembre 2004  | 29 maggio 2010  |
| 9  | Thanksgiving                | Il giorno del Ringraziamento | 22 novembre 2004  | 30 maggio 2010  |
| 10 | Mickey Without A Cause      | Malinteso                    | 29 novembre 2004  | 6 giugno 2010   |
| 11 | Enemy at the Gates          | Il nemico alla porta         | 13 dicembre 2004  | 13 giugno 2010  |
| 12 | Tony the Tiger              | Il fascino del duro          | 3 gennaio 2005    | 13 giugno 2010  |
| 13 | Snub Thy Neighbor           | Snobba il vicino             | 7 gennaio 2005    | 13 giugno 2010  |
| 14 | Weekend With Bernie         | In gabbia                    | 31 gennaio 2005   | 13 giugno 2010  |
| 15 | Inky Dinky Don't            | Il tatuaggio                 | 7 febbraio 2005   | 26 giugno 2010  |
| 16 | Colon-Oopscopy              | Colonfobia                   | 14 febbraio 2005  | 26 giugno 2010  |
| 17 | Tony Whine-Man              | Vecchi amici                 | 21 febbraio 2005  | 26 giugno 2010  |
| 18 | Couch Potato                | Il nuovo allenatore          | 7 marzo 2005      | 20 giugno 2010  |
| 19 | Waiting for Kleinman        | Tutti in scena               | 21 marzo 2005     | 27 giugno 2010  |
| 20 | Check Mates                 | Baby zoo                     | 11 aprile 2005    | 27 giugno 2010  |
| 21 | Ebony and Irony             | Amici per la pelle           | 18 aprile 2005    | 27 giugno 2010  |
| 22 | Last Vegas                  | Ritorno a Las Vegas          | 25 aprile 2005    | 27 giugno 2010  |